# عبدالحمید سنندجی
عبدالحمید خان سالار سعید (۱۲۸۰ سنندج - دهه چهل خورشیدی) که نام خانوادگی سنندجی برگزید، از خوانین و مالکان کردستان و نماینده مجلس شورای ملی بود.
عبدالحمید خان تحصیل را در سنندج آغاز کرد و در مدرسه امریکایی تهران به پایان برد. سپس چندی در اروپا به سر برد و به کردستان بازگشت و به رسیدگی به املاک خود مشغول شد  تا اینکه در سال ۱۳۲۲ به نمایندگی سنندج به مجلس شورای ملی رفت (دوره چهاردهم). 
سالار سعید در دوره‌ شانزدهم نیز نماینده سنندج و در صف مخالفان دولت مصدق بود. پس از کودتای ۲۸ مرداد ۱۳۳۲، در دوره‌های هجدهم، نوزدهم و بیستم نیز نمایندگی مردم سنندج را در مجلس شورای ملی به عهده داشت.